# Roca (entreprise)
Pour les articles homonymes, voir Roca.

Logo de l'entreprise

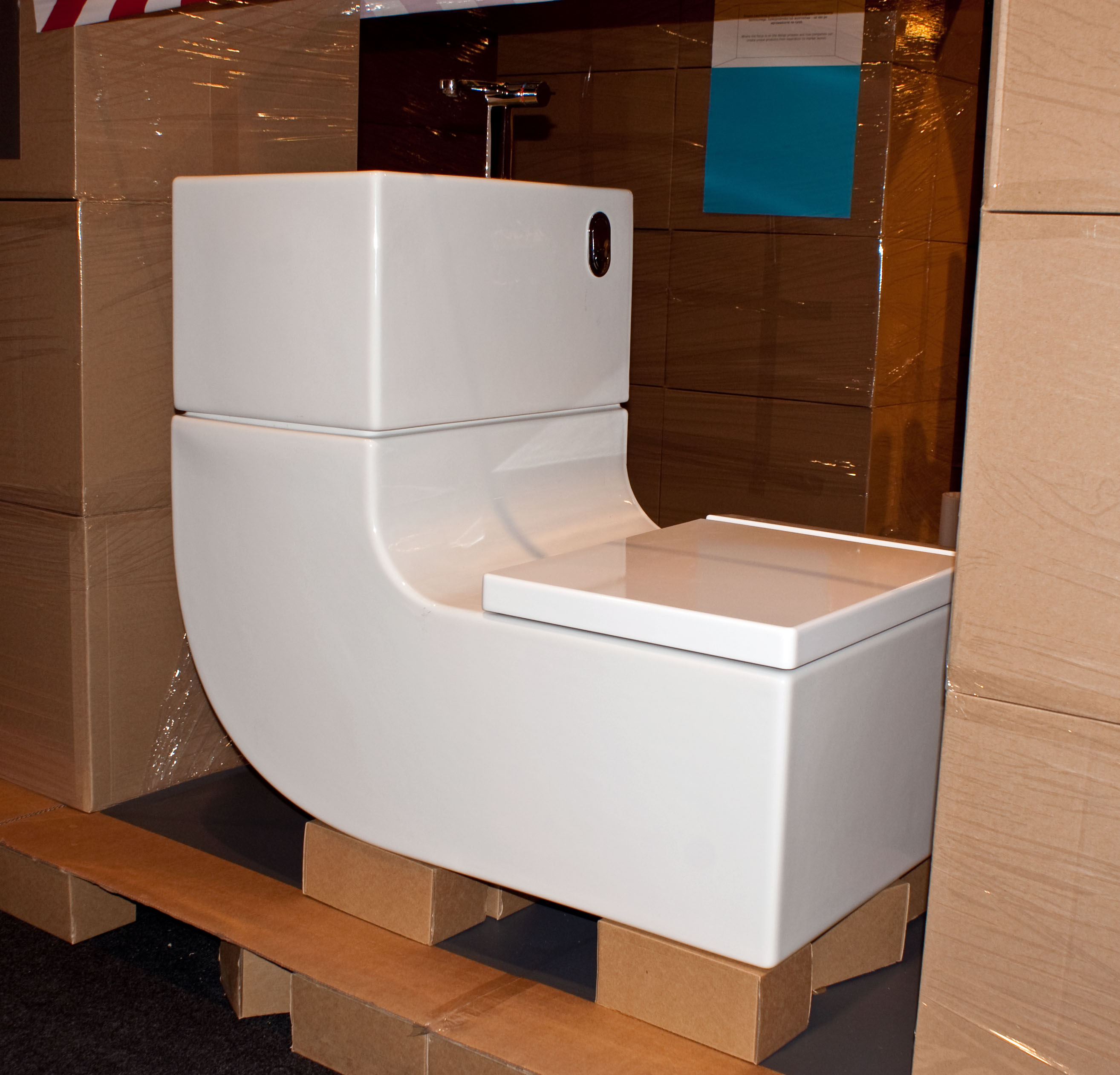
Un produit mêlant lavabo et WC en exposition à Varsovie

Roca est une entreprise espagnole fondée en 1917 et basée à Gavà en Catalogne.
Ses fondateurs sont les frères Roca.
Elle produit des sanitaires, des matériels de bain.
L'entreprise dispose de plusieurs galeries en Europe : Barcelone, Lisbonne, Madrid et Londres.